# Dicranoptycha tigrina
Dicranoptycha tigrina là một loài ruồi trong họ Limoniidae. Chúng phân bố ở miền Tân bắc.